# Peugeot 106
Der Peugeot 106 ist ein Pkw-Modell der Kleinstwagenklasse und Bestandteil der 100er-Reihe des französischen Herstellers Peugeot. Er markierte somit die untere Grenze der Modellpalette und wurde von Herbst 1991 bis Ende 2003 hergestellt. In den Werken Mülhausen und Aulnay-sous-Bois bei Paris wurden insgesamt 2.798.200 Exemplare gefertigt. Seine Nachfolge übernimmt seit Frühjahr 2005 der Peugeot 107.
Das 106er Modell wurde in zwei Serien produziert, in der ersten (S1) von September 1991 bis April 1996 und in der zweiten (S2 Facelift; PSA-intern restyle genannt) von Mai 1996 bis Dezember 2003. Beide Modelle wurden in Mülhausen produziert und haben die gleiche Grundkarosserie, die Modelle ab Mai 1996 unterscheiden sich äußerlich durch ein Facelift und abgerundete Karosserie Anbauteile vom S1-Modell (Rückleuchten, Heckklappe, Türen, Motorhaube bekamen ein facelift), wobei die Abmessungen nicht verändert wurden.

## Motorisierungen
Speziell die Fahrzeuge der ersten Serie waren relativ leicht, dies war beim Citroën AX (von dem der Wagen abstammt) erklärtes Entwicklungsziel gewesen. Dadurch konnten selbst mit den kleineren Motoren vergleichsmäßig gute Fahrleistungen erzielt werden. Besonders das XSI-Modell mit dem 1,4-Liter-Motor (94/98 PS) war mit einer Höchstgeschwindigkeit von etwa 200 km/h und einer Beschleunigung von 0 auf 100 km/h in unter zehn Sekunden für einen Kleinstwagen sehr schnell. Die „normalen“ Ottomotoren, bis auf XSI, Rallye und GTI, waren anfangs mit Einpunktsaugrohreinspritzung versehen. Sie wurden später abgelöst durch Motoren mit Saugrohreinspritzung, bei der jeder Zylinder eine eigene Einspritzdüse hat. Wenige, vor allem für den osteuropäischen Markt gebaute Fahrzeuge verfügten über einen Vergaser.

## Karosserie und Fahrwerk
Das Fahrwerk war mit MacPherson-Federbeinen vorn und parallelen Schwingen und Drehstabfedern hinten versehen. Durch den Einsatz von verzinkten Blechen, Kunststoffradhausschalen und Hohlraumversiegelungen wurde eine hohe Rostbeständigkeit erreicht. Antriebsblock, Bodengruppe und Fahrwerk sind vom Citroën AX übernommen, die Karosserie jedoch komplett eigenständig geformt, es gibt keine Gleichteile. Die zweite Serie wurde speziell an der Front geändert um ein besseres Crashverhalten zu erzielen.

## Baureihen

### 106 (S1, 1991–1996)

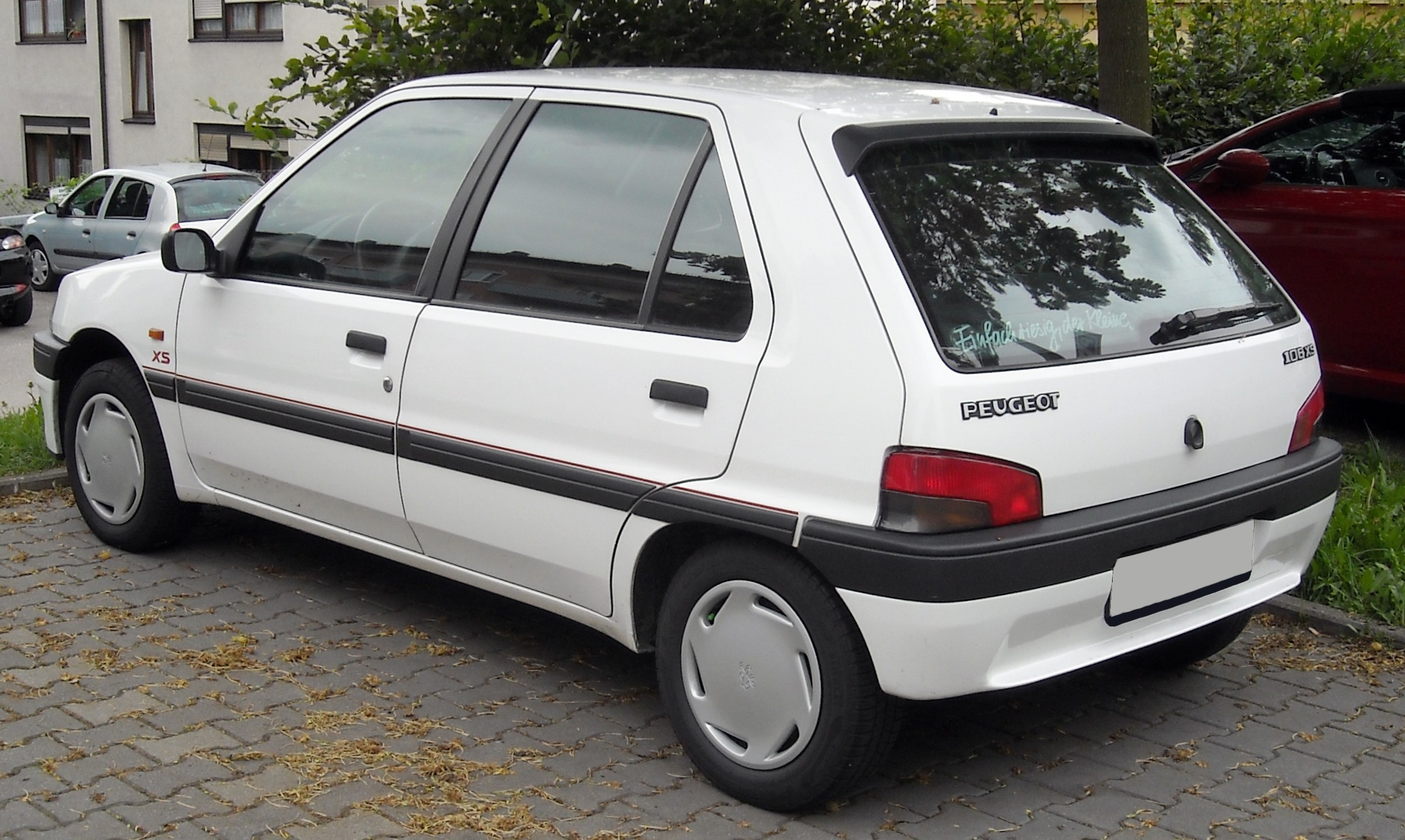
Peugeot 106 Fünftürer (1991–1996)

Beim Peugeot 106 S1 wurden ähnliche Bezeichnungen der Ausstattung wie beim Peugeot 205 verwendet.
Kurzbezeichnungen: XN, XND, XR, XRD, XT, XS und XSI
Beispiel: Peugeot 106 XSI
| 1. Buchstabe | - X = Dreitürer (3T) / Fünftürer (5T) -> beim 106er keine Unterscheidung                                                                         |
| 2. Buchstabe | - N = Grundausstattung (absolute „Nullausstattung“) - R = gehobene Ausstattung (eFH, ZV, …) - S oder T = sportive Ausstattung (DZM, NSW, eFH, …) |
| 3. Buchstabe | - D = Dieselmotor (sonst immer Benzinmotor) - I „als GTI“ = Sportmodell (markenübergreifend feststehende Bezeichnung)                            |

Sondermodelle bzw. Namensbezeichnungen:
- Chamonix
- Crystal
- Dixie
- Husky
- Jeans
- Jet
- Kenwood
- Kid
- Long Beach
- Midnight
- New Look
- Palm Beach
- Rallye
- Roland Garros
- Zenith
- Teddy
- Summertime
- Sergio Tacchini

Logos Sondermodelle S1
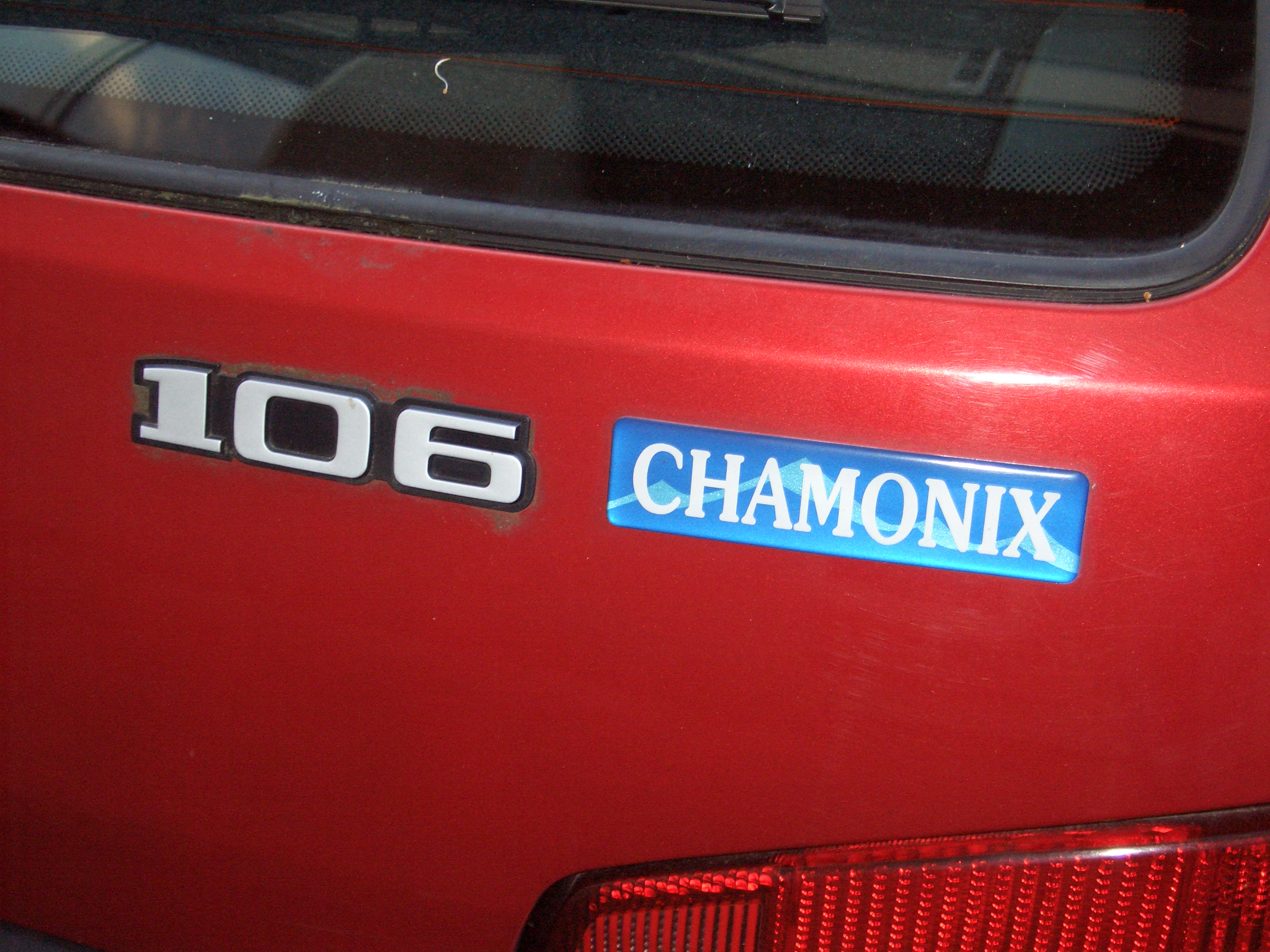
Peugeot 106 Chamonix
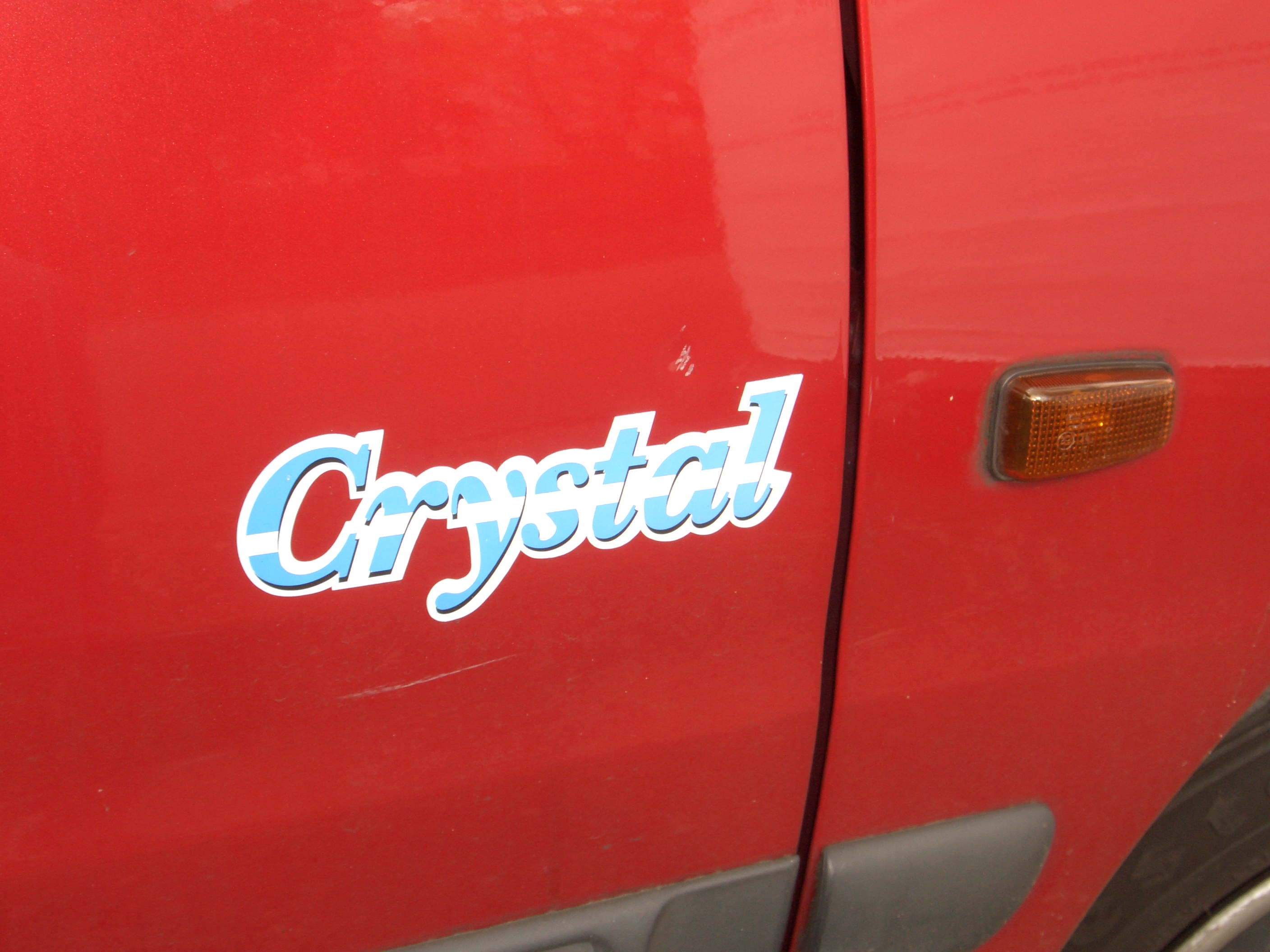
Peugeot 106 Crystal
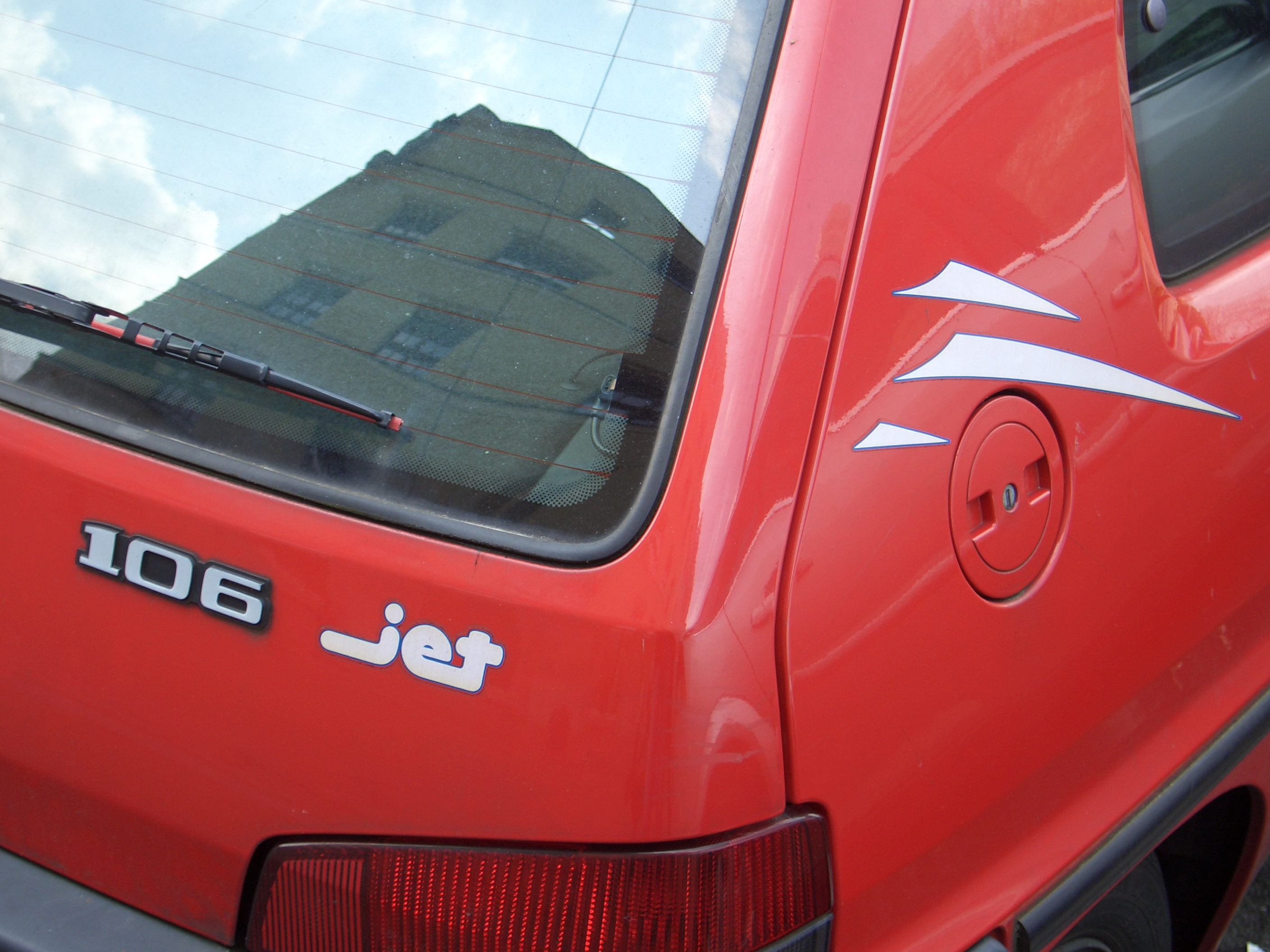
Peugeot 106 Jet
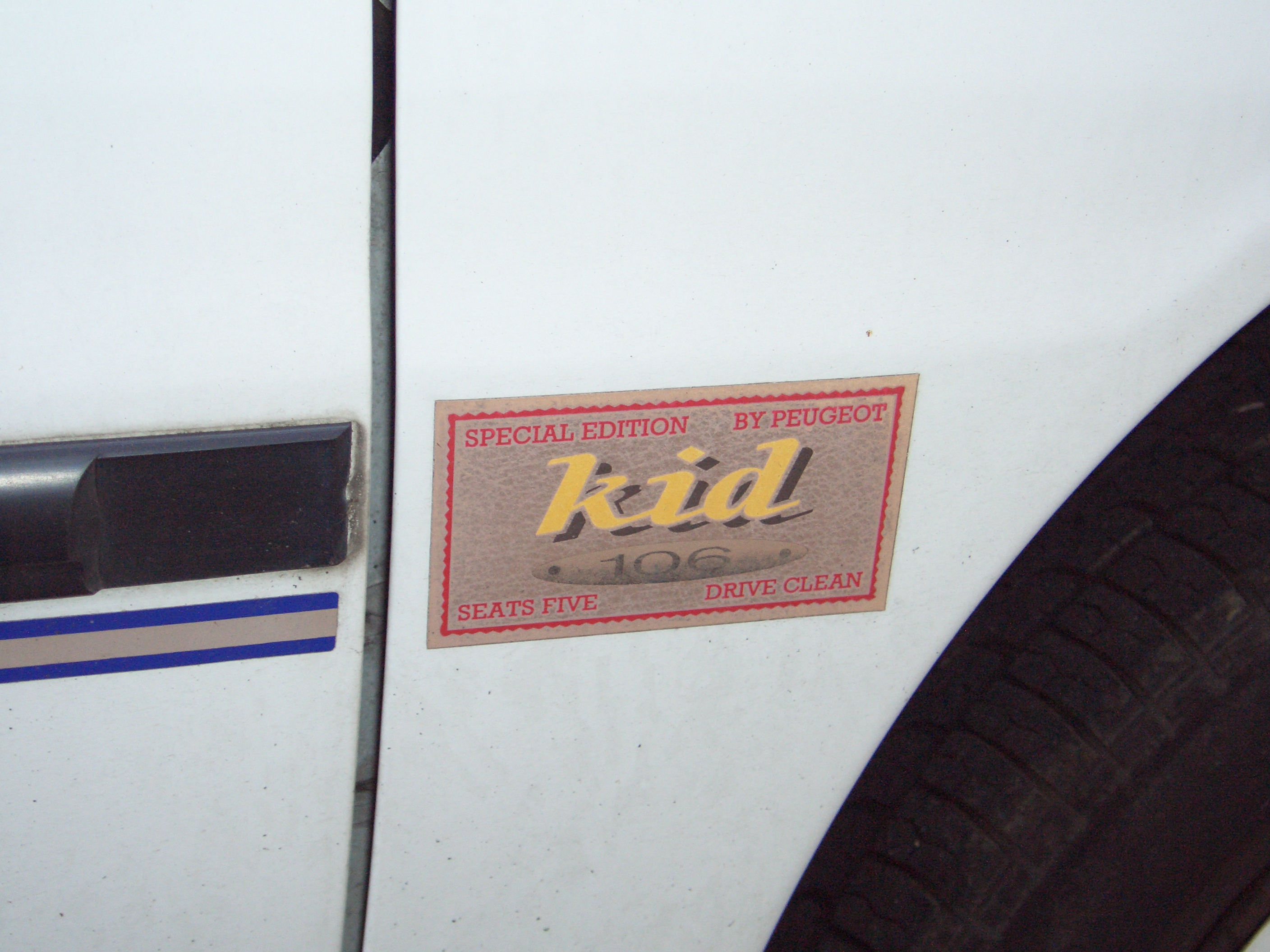
Peugeot 106 Kid
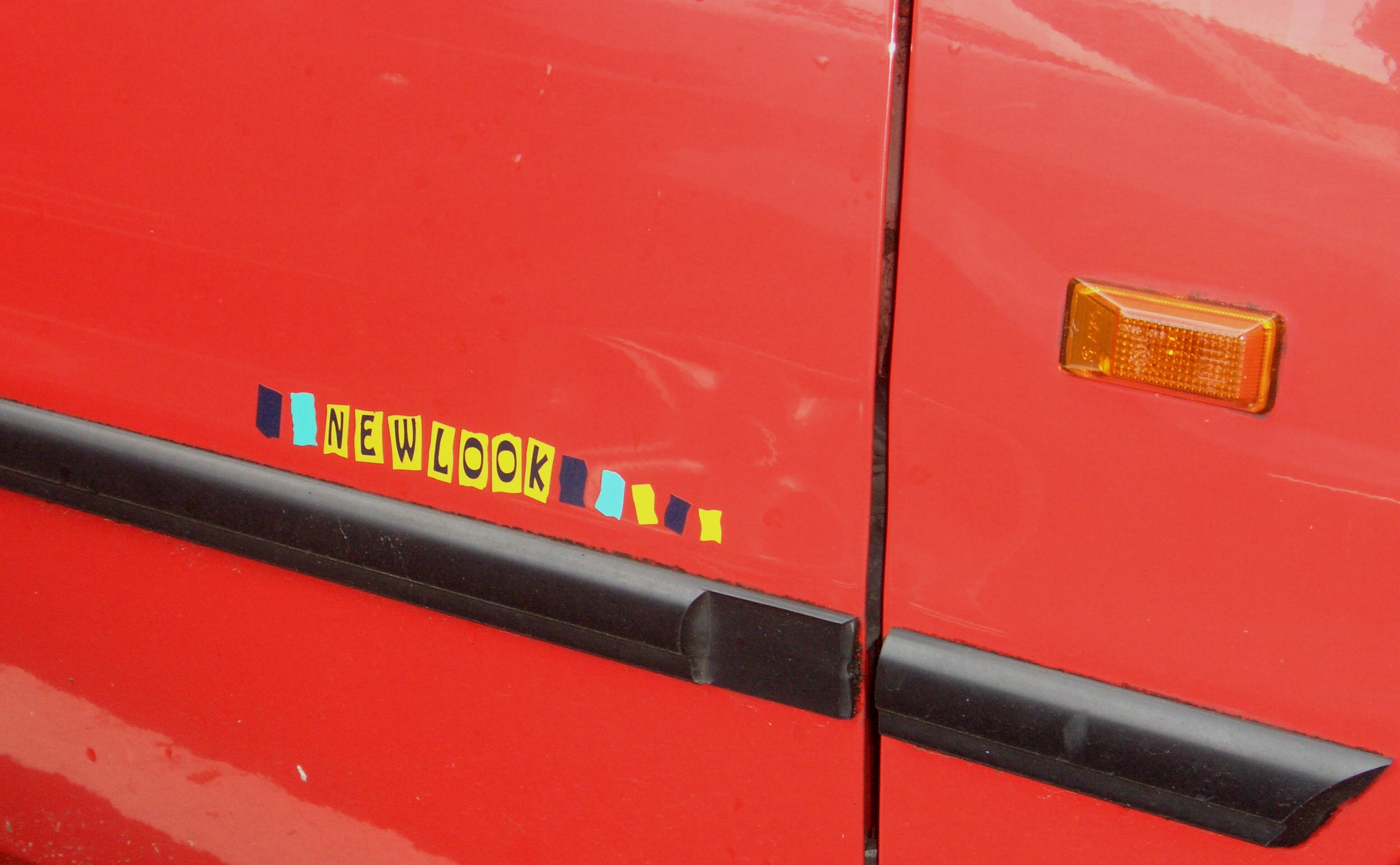
Peugeot 106 Newlook
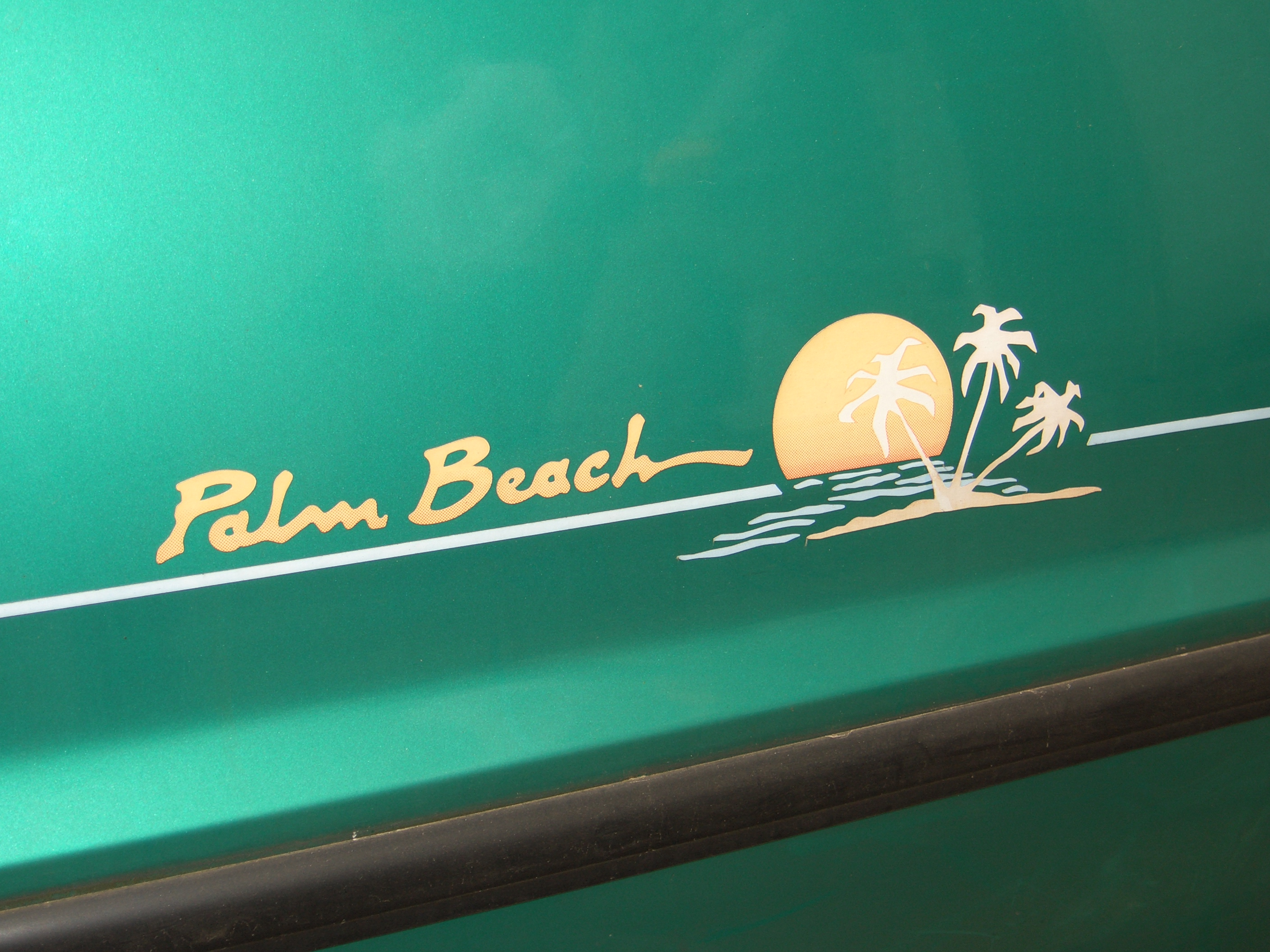
Peugeot 106 Palm Beach
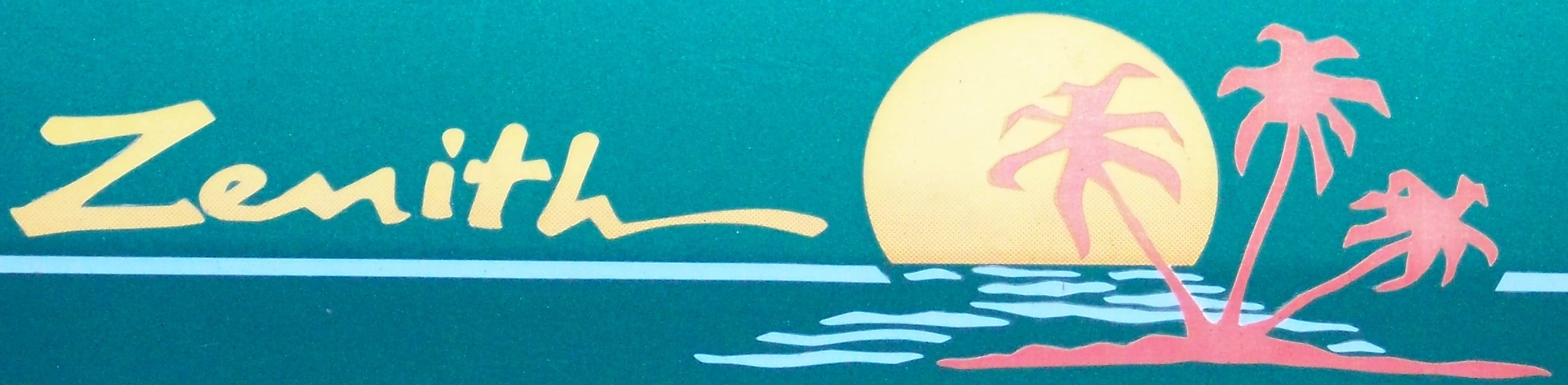
Peugeot 106 Zenith
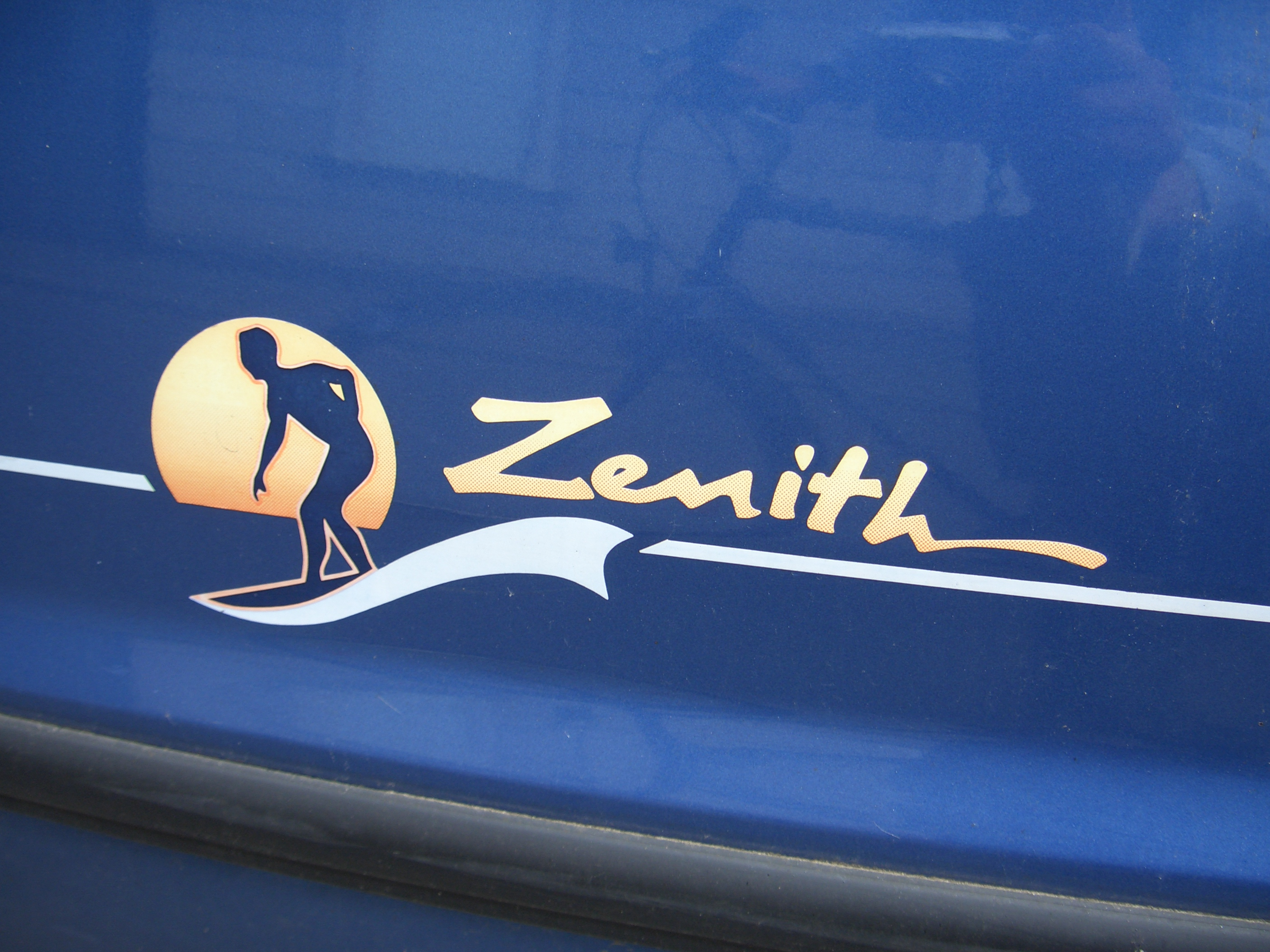
Peugeot 106 Zenith Motiv II

#### Motoren
| Modellbezeichnung | Motor (Code)          | Bohrung × Hub (mm) | Hubraum (cm³) | Gemisch- aufbereitung | Katalysator | Verdichtungs- verhältnis | Max. Leistung kW (PS) bei min−1 | Max. Drehmoment Nm bei min−1 | Getriebe    | Höchst- geschwindigkeit (km/h) | Beschleunigung 0–100 km/h (s) | Verbrauch (l/100 km) | Produktionszeitraum |
| Ottomotoren       | Ottomotoren           | Ottomotoren        | Ottomotoren   | Ottomotoren           | Ottomotoren | Ottomotoren              | Ottomotoren                     | Ottomotoren                  | Ottomotoren | Ottomotoren                    | Ottomotoren                   | Ottomotoren          | Ottomotoren         |
| ----------------- | --------------------- | ------------------ | ------------- | --------------------- | ----------- | ------------------------ | ------------------------------- | ---------------------------- | ----------- | ------------------------------ | ----------------------------- | -------------------- | ------------------- |
| 1.0               | TU9/K (C1A)           | 70,0 × 62,0        | 954           | Vergaser              | Nein        | 9,4:1                    | 33 (45)/5200                    | 70/3200                      | M4          | 150                            | 19,2                          | 6,5 S                | 07/1992–06/1993     |
| 1.0               | TU9/K (C1A)           | 70,0 × 62,0        | 954           | Vergaser              | Nein        | 9,4:1                    | 33 (45)/5200                    | 70/3200                      | M5          | 150                            | 19,2                          | 6,4 S                | 07/1992–06/1993     |
| 1.0               | TU9M/L (CDY)          | 70,0 × 62,0        | 954           | Mono-Motronic MA 3.0  | Ja          | 9,4:1                    | 33 (45)/6000                    | 74/3700                      | M4          | 150                            | 19,2                          | 6,4 S                | 07/1992–11/1994     |
| 1.0               | TU9M/L (CDY)          | 70,0 × 62,0        | 954           | Mono-Motronic MA 3.0  | Ja          | 9,4:1                    | 33 (45)/6000                    | 74/3700                      | M5          | 150                            | 19,2                          | 6,7 S                | 07/1992–11/1994     |
| 1.0               | TU9ML/Z (CDZ)         | 70,0 × 62,0        | 954           | Mono-Motronic MA 3.0  | Ja          | 9,1:1                    | 37 (50)/6000                    | 74/3200                      | M4          | 150                            | 19,0                          | 6,4 S                | 11/1994–04/1996     |
| 1.0               | TU9ML/Z (CDZ)         | 70,0 × 62,0        | 954           | Mono-Motronic MA 3.0  | Ja          | 9,1:1                    | 37 (50)/6000                    | 74/3200                      | M5          | 150                            | 19,0                          | 6,4 S                | 11/1994–04/1996     |
| 1.1               | TU1/K (H1A, H1B, H3A) | 72,0 × 69,0        | 1124          | Vergaser              | Nein        | 9,4:1                    | 44 (60)/5800                    | 88/3600                      | M4          | 160                            | k. A.                         | 5,9 S                | 09/1991–06/1993     |
| 1.1               | TU1/K (H1A, H1B, H3A) | 72,0 × 69,0        | 1124          | Vergaser              | Nein        | 9,4:1                    | 44 (60)/5800                    | 88/3600                      | M5          | 160                            | k. A.                         | 5,9 S                | 09/1991–06/1993     |
| 1.1               | TU1M/L/Z (HDY)        | 72,0 × 69,0        | 1124          | Mono-Jetronic         | Ja          | 9,4:1                    | 40 (54)/6200                    | 88/3800                      | k. A.       | 6,7 S                          | k. A.                         | 09/1991–11/1994      |                     |
| 1.1               | TU1M/L/Z (HDZ)        | 72,0 × 69,0        | 1124          | Magneti Marelli FDG6  | Ja          | 9,4:1                    | 44 (60)/6200                    | 88/3800                      | M4          | 6,7 S                          | 160                           | 13,7                 | 11/1994–04/1996     |
| 1.1               | TU1M/L/Z (HDZ)        | 72,0 × 69,0        | 1124          | Magneti Marelli FDG6  | Ja          | 9,4:1                    | 44 (60)/6200                    | 88/3800                      | M5          | 6,7 S                          | 160                           | 13,7                 | 11/1994–04/1996     |
| 1.3 Rallye        | TU2J2L/Z (MFZ)        | 75,0 × 73,2        | 1294          | Magneti Marelli 8P    | Ja          | 10,2:1                   | 72 (98)/7200                    | 108/5400                     | M5          | 190                            | 10,3                          | 7,7 S                | 01/1993–04/1996     |
| 1.4               | TU3.2/K (K2D)         | 75,0 × 77,0        | 1360          | Vergaser              | Nein        | 9,3:1                    | 55 (75)/5800                    | 114/3800                     | M5          | 172                            | 13,1                          | 6,5 S                | 09/1991–06/1993     |
| 1.4               | TU3FMC/L (KDY)        | 75,0 × 77,0        | 1360          | Mono-Jetronic         | Ja          | 9,3:1                    | 55 (75)/5800                    | 111/3400                     | M5          | 172                            | 13,1                          | 6,9 S                | 09/1991–12/1992     |
| 1.4               | TU3FMC/L (KDZ)        | 75,0 × 77,0        | 1360          | Mono-Jetronic         | Ja          | 9,3:1                    | 55 (75)/5800                    | 111/3400                     | M5          | 172                            | 13,1                          | 6,9 S                | 12/1992–11/1994     |
| 1.4               | TU3M (KDX)            | 75,0 × 77,0        | 1360          | Mono-Motronic MA3.0   | Ja          | 9,3:1                    | 55 (75)/5800                    | 111/3400                     | M5          | 172                            | 13,1                          | 6,9 S                | 11/1994–04/1996     |
| 1.4 XSI           | TU3FJ2/K (K6B)        | 75,0 × 77,0        | 1360          | Motronic MP3.1        | Nein        | 9,9:1                    | 72 (98)/6800                    | 120/4200                     | M5          | 190                            | 9,2                           | 6,7 S                | 09/1991–06/1993     |
| 1.4 XSI           | TU3FJ2/L (KFZ)        | 75,0 × 77,0        | 1360          | Motronic MP3.1        | Ja          | 9,9:1                    | 69 (94)/6600                    | 117/4200                     | M5          | 187                            | 10,0                          | 7,3 S                | 09/1991–11/1994     |
| 1.6               | TU5JP/L/Z (NFZ)       | 78,5 × 82,0        | 1587          | Motronic MP5.1        | Ja          | 9,6:1                    | 65 (88)/5600                    | 135/3000                     | M5          | 180                            | 10,4                          | 6,7 S                | 06/1993–04/1996     |
| 1.6               | TU5JP/L/Z (NFZ)       | 78,5 × 82,0        | 1587          | Motronic MP5.1        | Ja          | 9,6:1                    | 65 (88)/5600                    | 135/3000                     | A3          | 176                            | 13,5                          | 7,4 S                | 08/1995–04/1996     |
| 1.6 Rallye        | TU5J2/R3 (NFY)        | 78,5 × 82,0        | 1587          | Magneti Marelli 8P    | Ja          | 10,2:1                   | 76 (103)/6200                   | 135/3500                     | M5          | 195                            | 10,0                          | 7,4 S                | 11/1994–04/1996     |
| Dieselmotoren     |                       |                    |               |                       |             |                          |                                 |                              |             |                                |                               |                      |                     |
| 1.4 D             | TUD3Y (K9Y)           | 75,0 × 77,0        | 1360          | Bosch VP 20           | Nein        | 22,5:1                   | 37 (50)/5000                    | 82/2500                      | M5          | 145                            | 21,0                          | 5,2 D                | 01/1993–11/1994     |
| 1.5 D             | TUD5Y (VJZ)           | 77,0 × 82,0        | 1527          | Bosch VP 20           | Ja          | 23,0:1                   | 42 (57)/5000                    | 95/2500                      | M5          | 155                            | 16,9                          | 5,1 D                | 11/1994–04/1996     |

- Die Verfügbarkeit der Motoren war von Modell, Ausstattung und Markt abhängig.

| Legende Motorcode: - TU – Motorbaureihe - D – Diesel - 9, 1, 2, 3, 5 – Hubraum-Kennzahl (100er-Stelle) - F – Motorblock aus Grauguss - M – Einpunkteinspritzung (Zentraleinspritzung) - J – Mehrpunkteinspritzung (Motronic) - 2 – (in Verbindung mit „J“) Anzahl der Ventile pro Zylinder - C – erhöhtes Drehmoment im unteren Drehzahlbereich - L – Kennbuchstabe für erfüllte Abgasnorm |

#### Peugeot 106 LeMans
Anlässlich des 24-Stunden-Rennens von Le Mans 1993 wurde das Sondermodell „LeMans“ des S1 gefertigt. Es basiert auf dem 106 XSi und verfügte wie der XSi serienmäßig über:
- ausschließlich dreitürig erhältlich
- schwarze Radhaus-Umrandung
- 175/60 R14 Reifen
- Frontspoilerlippe
- Heckspoiler schwarz
- 3-Speichen-Lederlenkrad
- Öltemperatur-Anzeige
- 1/3 oder 2/3 teilbare Rückbank
- Kofferraumbeleuchtung

Darüber hinaus gehörte beim Sondermodell „LeMans“ noch zur Serienausstattung:
- ausschließlich in der Farbe „rouge Lucifer métallisé“ erhältlich
- Nebelscheinwerfer
- Kopfstützen hinten
- Alcantara-Leder-Ausstattung
- elektrische Fensterheber
- regelbare Kombiinstrument-Beleuchtungsstärke
- Zentralverriegelung mit Fernbedienung
- Velourssitze
- getönte Scheiben

Es wurden gerade einmal 905 Stück gebaut, was das Auto zu einem Sammlerstück macht. 300 davon blieben in Frankreich. Den 106 LeMans gab es nur in der o. g. Ausstattung. An jedem Auto wurde neben dem LeMans-Logo die Herstellungsnummer angebracht.

### 106 (S2, 1996–2003)
In der Übergangsphase nach dem Facelift zum S2 wurden auch noch die Kurzbezeichnungen verwendet.
- Peugeot 106 Sport
- Peugeot 106 GTi
- 1,5-l-Dieselmotor eines Peugeot 106

Sondermodelle/Namensbezeichnungen:
- Sketch (05/96–06/99)
- S 16 (07/96–05/00)
- Xsi (08/96-04/97)
- Long Beach (08/96–05/98)
- Special (06/97–06/01)
- Rallye (03/97–11/98)
- Crystal (02/98–12/98)
- Finesse (02/98–09/98)
- Style (03/98–07/01)
- Hasseröder Edition (06/98)
- Sport (06/98–07/03)
- Grand Filou (09/02–07/03)
- Quiksilver (08/98)
- Filou (05/01–11/02)
- Pop Art (06/02–07/03)
- equinox (1996, Überseeversion mit Rechtslenker)

Logos Sondermodelle S2
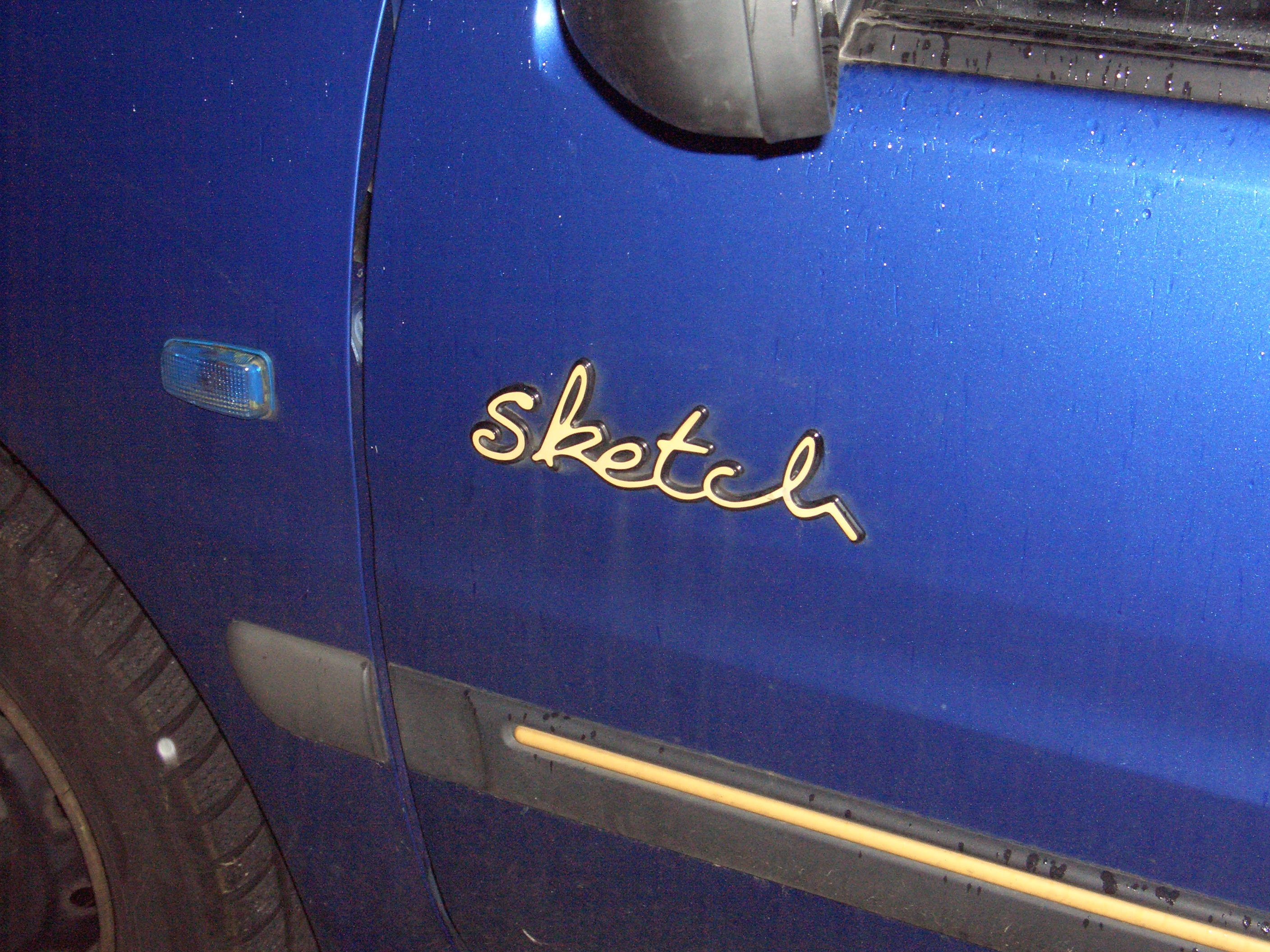
Peugeot 106 Sketch
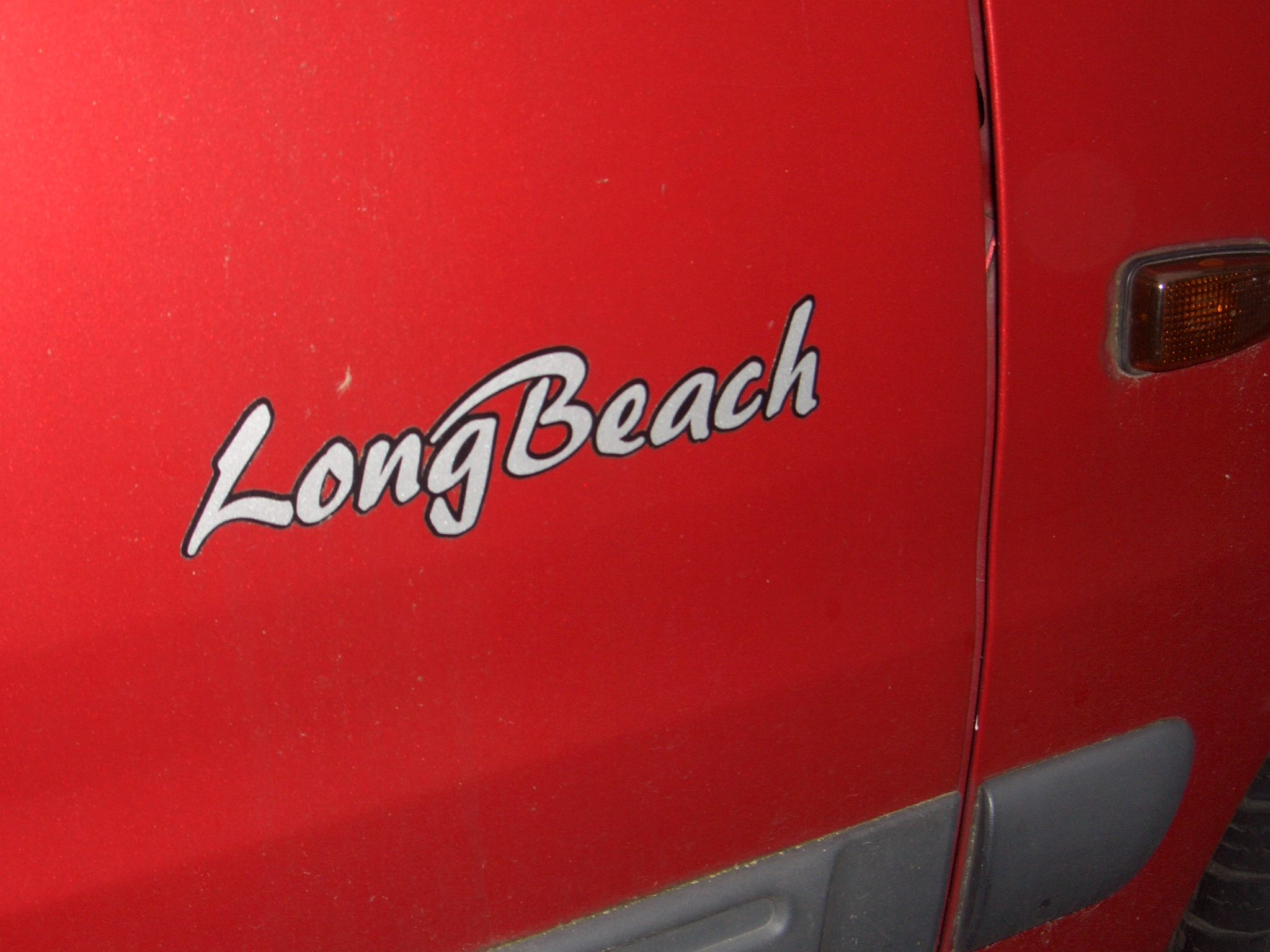
Peugeot 106 Long Beach
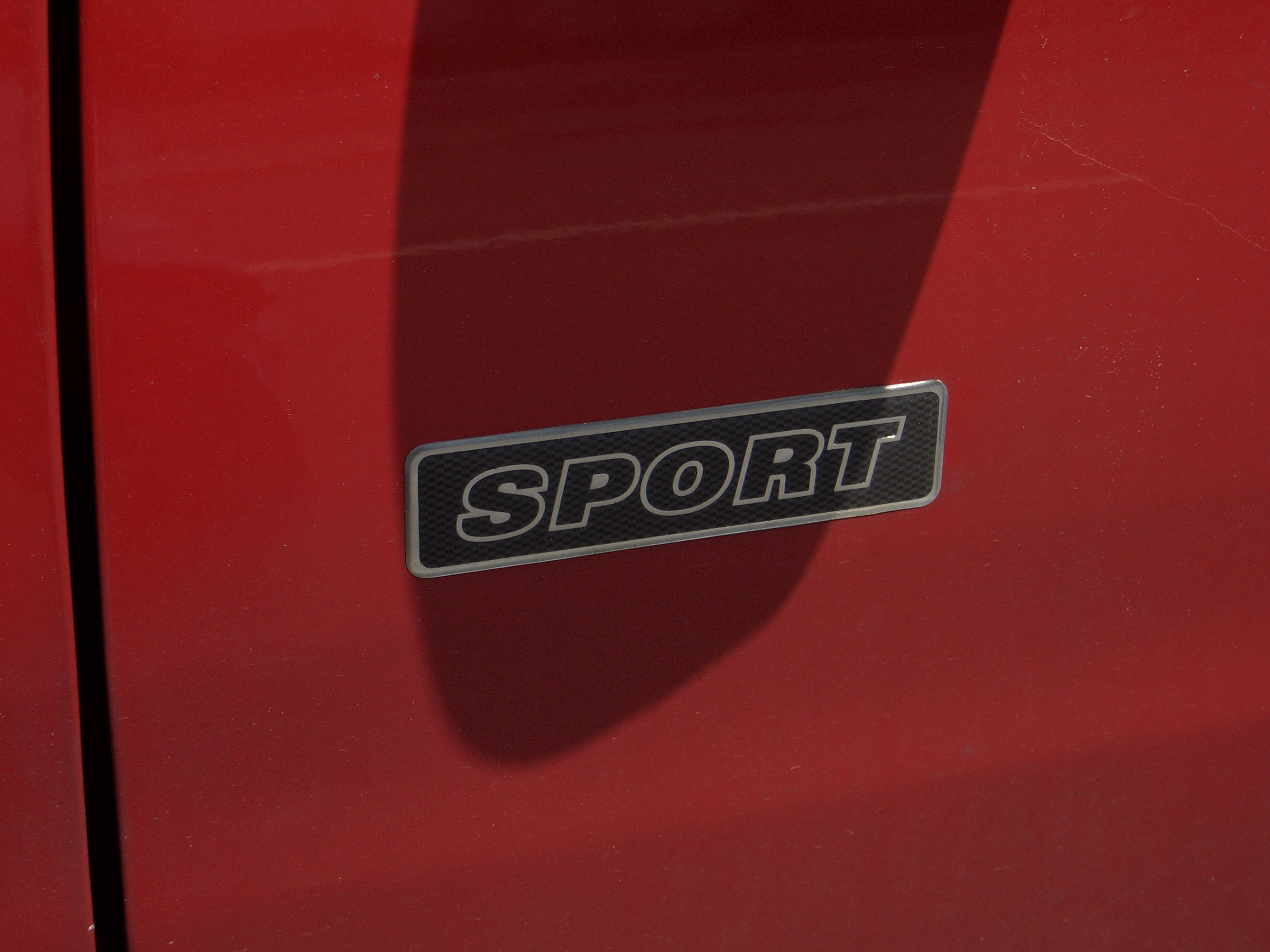
Peugeot 106 Sport
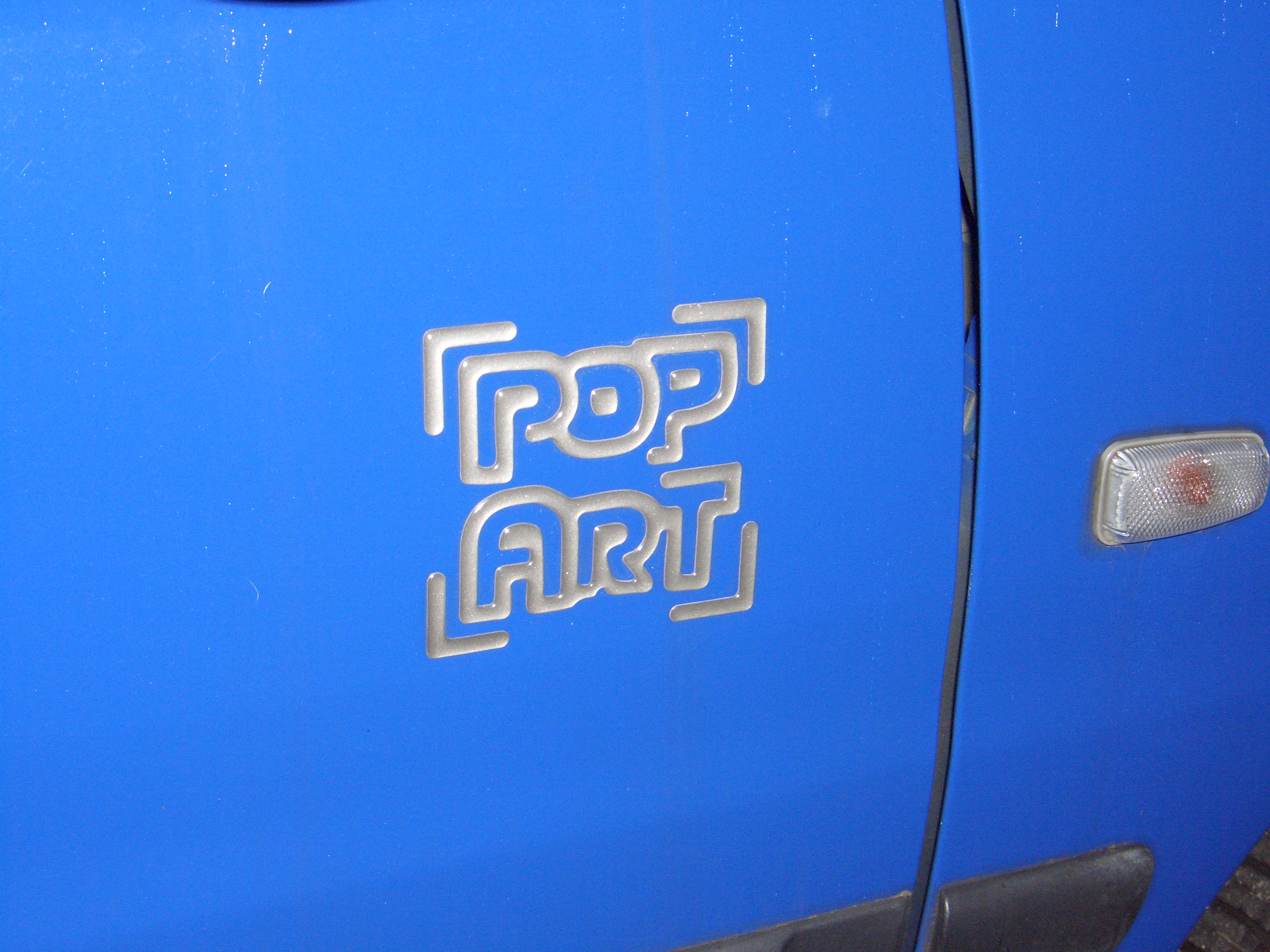
Peugeot 106 Pop Art
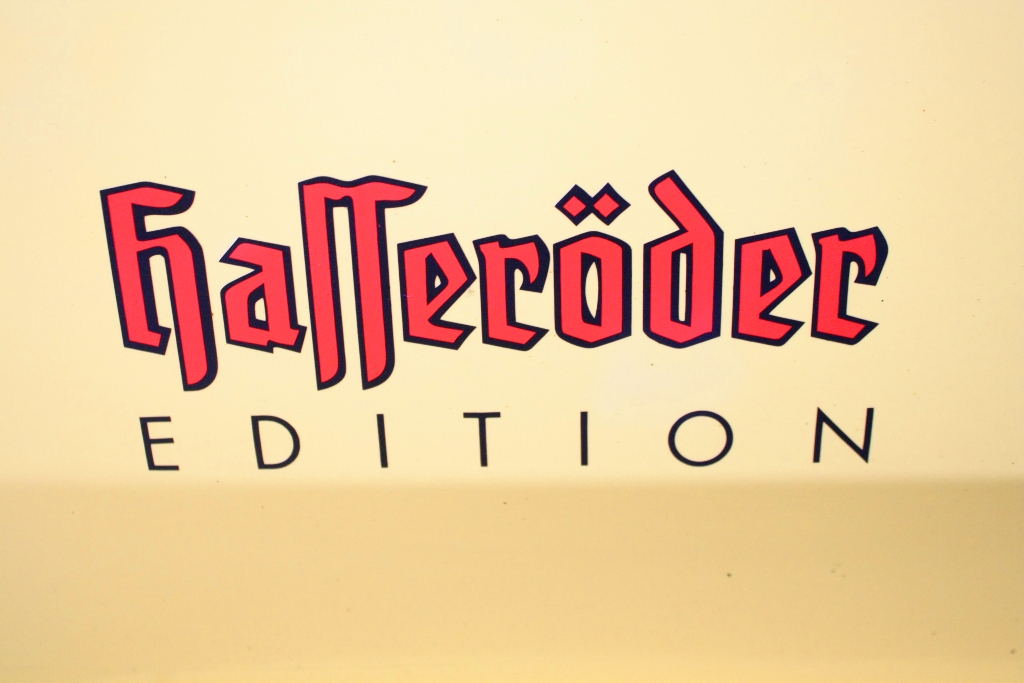
Peugeot 106 Hasseröder Edition
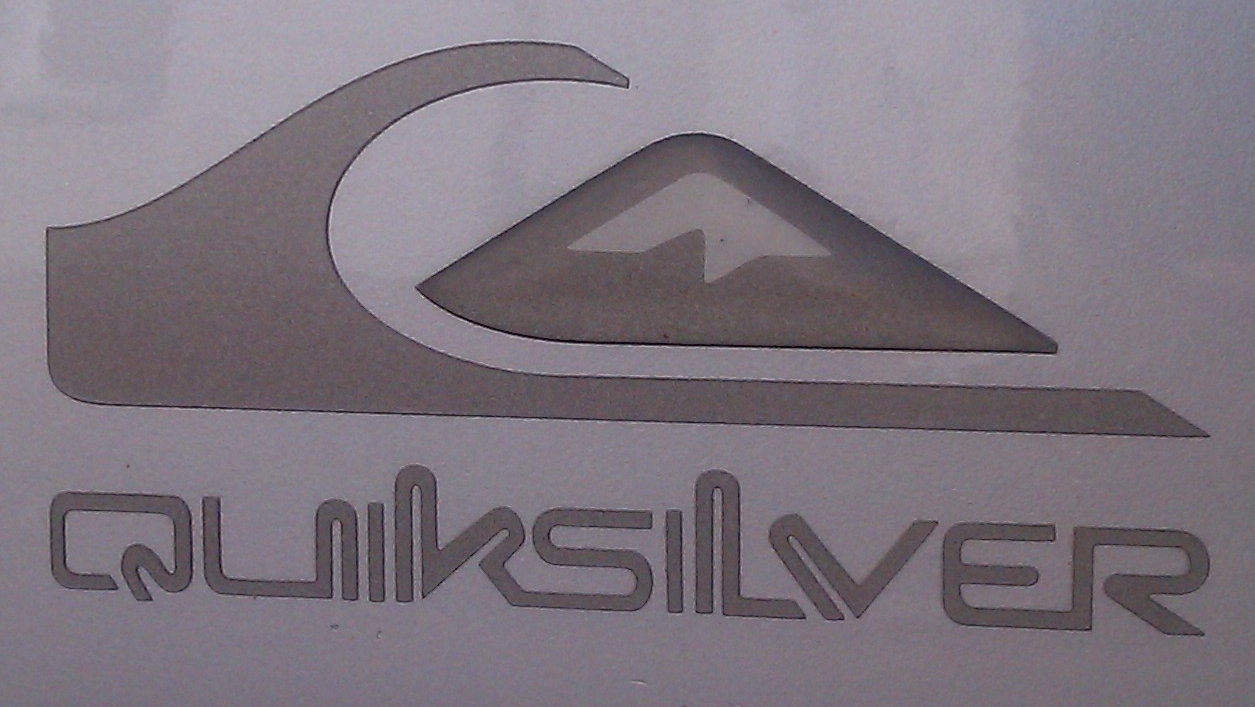
Peugeot 106 Quiksilver
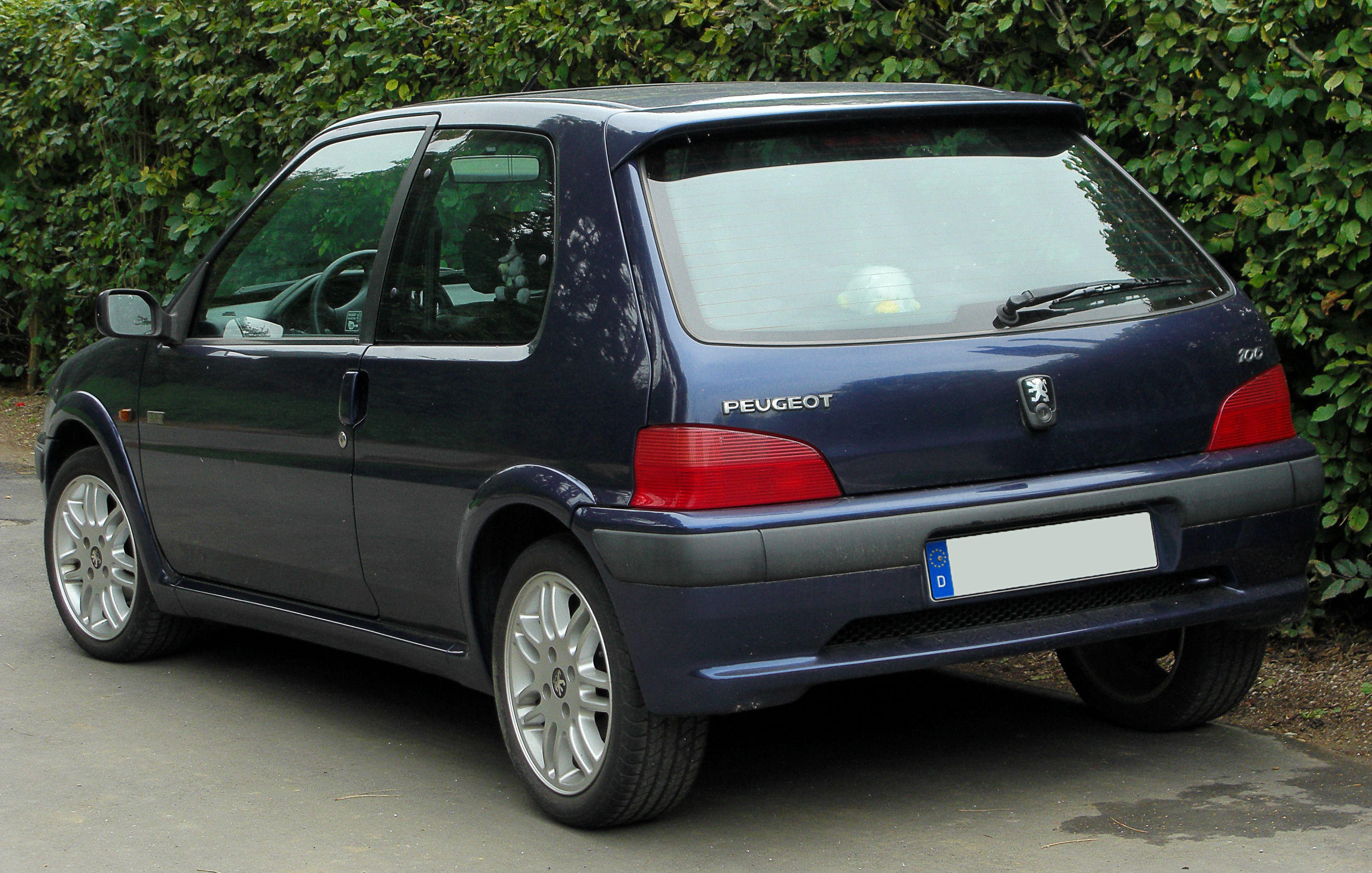
Peugeot 106 Sketch
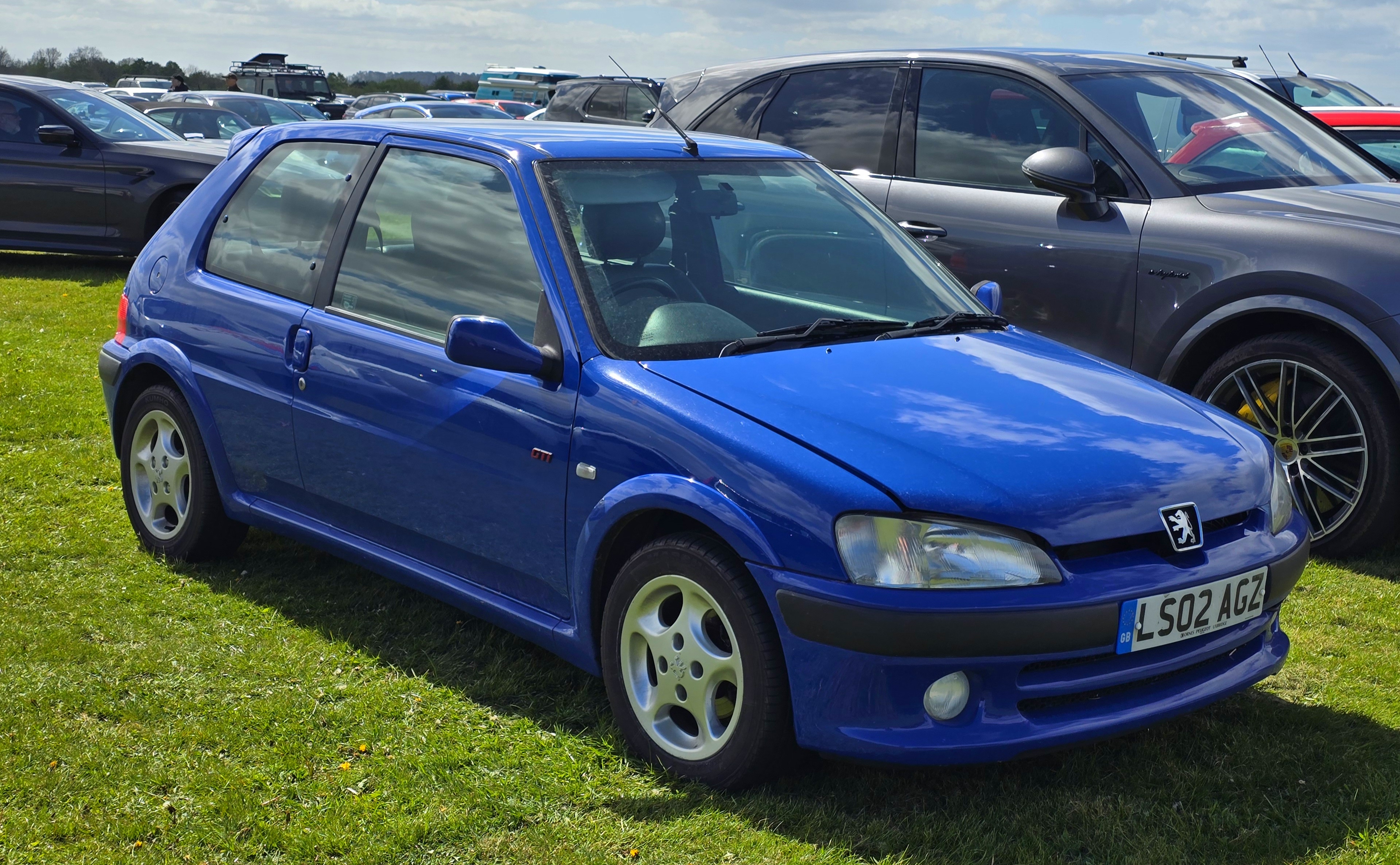
Peugeot 106 Long Beach
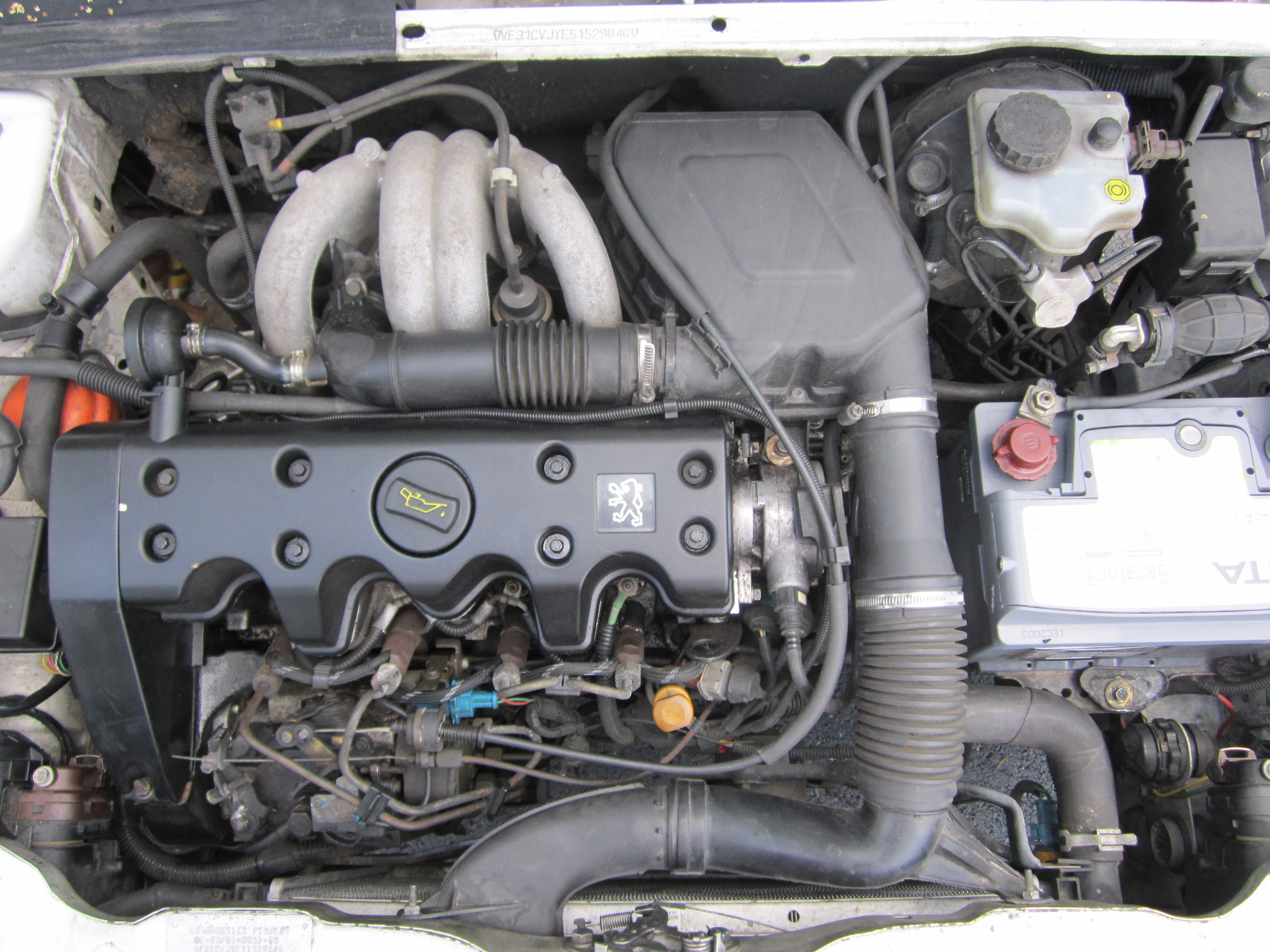
1,5-l-Dieselmotor eines Peugeot 106

- Peugeot 106 Sport
- Peugeot 106 Pop Art
- Peugeot 106 Hasseröder Edition
- Peugeot 106 Quiksilver

#### Motoren
| Modellbezeichnung | Motor (Code)     | Bohrung × Hub (mm) | Hubraum (cm³) | Gemisch- aufbereitung | Katalysator | Max. Leistung kW (PS) bei min−1 | Max. Drehmoment Nm bei min−1 | Abgasnorm   | Getriebe    | Höchst- geschwindigkeit (km/h) | Beschleunigung 0–100 km/h (s) | Verbrauch (l/100 km) | CO2-Emission (kombiniert) (g/km) | Produktionszeitraum                 |
| Ottomotoren       | Ottomotoren      | Ottomotoren        | Ottomotoren   | Ottomotoren           | Ottomotoren | Ottomotoren                     | Ottomotoren                  | Ottomotoren | Ottomotoren | Ottomotoren                    | Ottomotoren                   | Ottomotoren          | Ottomotoren                      | Ottomotoren                         |
| ----------------- | ---------------- | ------------------ | ------------- | --------------------- | ----------- | ------------------------------- | ---------------------------- | ----------- | ----------- | ------------------------------ | ----------------------------- | -------------------- | -------------------------------- | ----------------------------------- |
| 1.0               | TU9M (CDY)       | 70,0 × 62,0        | 954           | Mono-Motronic MA3.0   | Ja          | 33 (45)/6000                    | 74/3600                      | Euro 2      | M5          | 150                            | 19,0                          | 6,2 S                | 149                              | 05/1996–10/1999                     |
| 1.0               | TU9M (CDZ)       | 70,0 × 62,0        | 954           | Mono-Motronic MA3.0   | Ja          | 37 (50)/6000                    | 74/3700                      | Euro 2      | M5          | 150                            | 19,4                          | 6,2 S                | 149                              | 5/1996–10/2000                      |
| 1.1               | TU1/K TR (H3A)   | 72,0 × 69,0        | 1124          | Vergaser              | Nein        | 38 (52)/5400                    | 85/3200                      | k. A.       | M5          | k. A.                          | k. A.                         | k. A.                | k. A.                            | 05/1996–1998                        |
| 1.1               | TU1M (HDY)       | 72,0 × 69,0        | 1124          | Mono-Motronic MA3.1   | Ja          | 40 (54)/6200                    | 88/3800                      | Euro 2      | M5          | k. A.                          | 15,4                          | 6,7 S                | 159                              | 05/1996–10/2000                     |
| 1.1               | TU1M (HDZ)       | 72,0 × 69,0        | 1124          | Mono-Motronic MA3.1   | Ja          | 44 (60)/6200                    | 88/3800                      | Euro 2      | M5          | 165                            | 15,4                          | 6,7 S                | 159                              | 05/1996–10/2000                     |
| 1.1               | TU1JP (HFX)      | 72,0 × 69,0        | 1124          | Motronic MP 7.4.4     | Ja          | 44 (60)/5500                    | 94/3500                      | Euro 3      | M5          | 165                            | 14,9 s                        | 6,1 S                | 145                              | 10/2000–12/2003                     |
| 1.4               | TU3.2/K TR (K5A) | 75,0 × 77,0        | 1360          | Vergaser              | Nein        | 52 (71)/5400                    | 108/3800                     | k. A.       | M5          | k. A.                          | k. A.                         | k. A.                | k. A.                            | 05/1996–1998                        |
| 1.4               | TU3JP (KFX)      | 75,0 × 77,0        | 1360          | Magneti Marelli 1AP   | Ja          | 55 (75)/5500 72 (98)/6800       | 111/3400                     | Euro 2      | M5          | 178                            | 13,2                          | 6,8 S                | 167                              | 05/1996 – 04/1997                   |
| 1.4               | TU3JP (KFX)      | 75,0 × 77,0        | 1360          | Magneti Marelli 1AP   | Ja          | 55 (75)/5500 72 (98)/6800       | 111/3400                     | Euro 2      | A3          | 166                            | 17,0                          | 7,9 S                | 195                              | 03/1997–10/2000                     |
| 1.4               | TU3FJ2/K (K6B)   | 75,0 × 77,0        | 1360          | Motronic MP3.1        | Ja          | 55 (75)/5500 72 (98)/6800       | 120/4200                     | Euro 3      | M5          | 175                            | 10.6                          | 7,5 S                | 184                              | 04/1997 – 02/2000 08/1996 – 04/1997 |
| 1.6               | TU5JP (NFZ)      | 78,5 × 82,0        | 1587          | Motronic MP5.2        | Ja          | 65 (88)/5600                    | 135/3000                     | Euro 2      | M5          | 185                            | 12,2                          | 7,2 S                | 174                              | 05/1996–03/1997                     |
| 1.6               | TU5JP (NFZ)      | 78,5 × 82,0        | 1587          | Motronic MP5.2        | Ja          | 65 (88)/5600                    | 135/3000                     | Euro 2      | A3          | 178                            | 13,5                          | 8,8 S                | 207                              | 05/1996–03/1997                     |
| 1.6 Rallye        | TU5J2 (NFW)      | 78,5 × 82,0        | 1587          | Motronic MP5.2        | Ja          | 74 (101)/6200                   | 132/3500                     | Euro 2      | M5          | 195                            | 9,6                           | 8,4 S                | 199                              | 05/1996–03/1997                     |
| 1.6 GTI 16V       | TU5J4 (NFX)      | 78,5 × 82,0        | 1587          | Magneti Marelli 1AP   | Ja          | 87 (118)/6600                   | 145/5200                     | Euro 2      | M5          | 205                            | 8,7                           | 8,1 S                | 194                              | 05/1996–10/2000                     |
| 1.6 GTI 16V       | TU5J4 (NFX)      | 78,5 × 82,0        | 1587          | Magneti Marelli 1AP   | Ja          | 87 (118)/6600                   | 145/5200                     | Euro 3      | M5          | 205                            | 8,7                           | 8,5 S                | 201                              | 10/2000–12/2003                     |
| Dieselmotoren     |                  |                    |               |                       |             |                                 |                              |             |             |                                |                               |                      |                                  |                                     |
| 1.5 D             | TUD5 (VJY)       | 77,0 × 82,0        | 1527          | Bosch VP 20           | Ja          | 40 (54)/5000                    | 95/2250                      | Euro 2      | M5          | 158                            | 18,5                          | 5,3 D                | 139                              | 05/1996–10/2000                     |
| 1.5 D             | TUD5 (VJZ)       | 77,0 × 82,0        | 1527          | Bosch VP 20           | Ja          | 42 (57)/5000                    | 95/2250                      | Euro 2      | M5          | 158                            | 18,5                          | 5,3 D                | 139                              | 05/1996–10/2000                     |
| 1.5 D             | TUD5 (VJX)       | 77,0 × 82,0        | 1527          | Bosch VP 20           | Ja          | 42 (57)/5000                    | 95/2250                      | Euro 3      | M5          | 158                            | 18,5                          | 5,2 D                | 138                              | 10/2000–12/2003                     |

1. ↑  Ab 1998: Motronic MP7.3

- Die Verfügbarkeit der Motoren war von Modell, Ausstattung und Markt abhängig.

| Legende Motorcode: - TU – Motorbaureihe - D – Diesel - 9, 1, 2, 3, 5 – Hubraum-Kennzahl (100er-Stelle) - F – Motorblock aus Grauguss - M – Einpunkt-Einspritzung (Zentraleinspritzung) - J – Mehrpunkteinspritzung (Motronic) - 2 – (in Verbindung mit „J“) Anzahl der Ventile pro Zylinder - C – erhöhtes Drehmoment im unteren Drehbereich - L – Kennbuchstabe für erfüllte Abgasnorm |

#### Ausstattung
| Motoren | Serienausstattung | Sonderausstattungen (Aufpreis) |
| --- | --- | --- |
| Sport (Stand: 1. September 2002 nur als Dreitürer) - 1,1-l-Benziner (Super bleifrei) - 1124 cm³ (HFX) - Bohrung × Hub: 72 × 69 mm - 44,1 kW (60 PS) bei 5500/min - 94 Nm bei 3500/min - 0–100 km/h: 14,9 s - 164 km/h - Euro 3 und D4 - Stadt: 8,1 l - Land: 5,1 l - insgesamt: 6,2 l - CO2-Emission: 147 g/km - Leergewicht: 890 kg - Zuladung: max. 405 kg - Anhängelast: 650 kg (ungebremst 400 kg) - zul. Gesamtgewicht des Zuges: 1945 kg - zwei Lambdasonden - Katalysator                                                                                   | - Ausstattung des „Grand Filou“ + - Komfort und Technik: - Servolenkung - Außenspiegel elektrisch verstell- und beheizbar - Instrumententafelbeleuchtung regulierbar - Scheibenwischer vorn und hinten mit Intervallschaltung - Zusatzscheinwerfer - Dynamik und Design: - Aluminiumdekor an: Schalthebelknauf, Türgriffen und Luftaustrittsdüsen, Bremshebelknopf aus Aluminium - Außenspiegel in Wagenfarbe lackiert - Dachspoiler - Karosserieverbreiterungen an Radläufen und Seitenschwellern - sportliche Front- und Heckschürze - Sportsitze vorn | - ABS (Antiblockiersystem) mit EBV (elektronischer Bremskraftverteilung) - Glasschiebedach mit Jalousie - höhenverstellbare Kopfstützen hinten - Klimaanlage, FCKW-frei + - wärmeabweisende Windschutzscheibe (selbsttönend/infrarot-reflektierend, klar)                                                                                       |
| Grand Filou (Stand: 1. September 2002 als Drei- und Fünftürer) - 1,1-l-Benziner 60 PS - Leergewicht Fünftürer: 970 kg - zul. Gesamtgewicht des Zuges 5-Türer: 1965 kg - 1,5-l-Diesel - 1527 cm³ - Bohrung × Hub: 77 × 82 mm - 58 PS [42 kW] bei 5000/min - 95 Nm bei 2250/min - 0–100 km/h: 18,5 s - 158 km/h - Euro 3 - Stadt: 6,8 l - Land: 4,3 l - insgesamt: 5,2 l - CO2-Emission: 138 g/km - Leergewicht: 950 kg (5-Türer 970 kg) - Zuladung: max. 425 kg - Anhängelast: 700 kg (ungebremst 400 kg) - zul. Gesamtgewicht des Zuges: 2095 kg (5-Türer 2095 kg) | - Das 106-Sicherheitskonzept: - Scheibenbremsen vorn und Trommeln hinten - Bremskraftregler und -verstärker - Fahrer- und Beifahrerairbag deaktivierbar - Seitenairbags vorn - Kopfstützen vorn höhenverstellbar - Dreipunkt-Sicherheitsgurte, elektronisch gesteuerte pyrotechnische Gurtstraffer - zwei Dreipunkt-Sicherheitsgurte und Nierenbeckengurt in der Mitte hinten - Kurvenstabilisator (vorn) - verstärkte Fahrgastzelle - bügelförmiger Dachquerträger als Überrollschutz - Seitenaufprallschutz - Lenksäulen-Rückhaltesystem - Paddings in den Türen vorn - Kindersicherung in den hinteren Türen (5-Türer) - dritte Bremsleuchte - asphärischer Außenspiegel auf der Fahrerseite - Unterbrechung der Kraftstoffzufuhr im Falle eines Aufpralls oder Überschlags - Grundausstattung: - Ablagen: an den Türen, unter dem Beifahrersitz, Handschuhfach, Utensiliennetz an der Mittelkonsole rechts - abschließbarer Tank - analoge Uhr, Aschenbecher vorn - akustische Warnsignale „Licht an“ - Außenspiegel vorn innen verstellbar - Chromzierleisten - Deckenleuchte vorn - digitale Wartungsanzeige - Drehzahlmesser - Fensterheber vorn elektrisch - Front- und Heckschürze in Wagenfarbe lackiert - hintere Seitenfenster ausstellbar (3-Türer), absenkbar (5-Türer) - Kofferraum beleuchtet und mit Stoff ausgekleidet - Radiovorbereitung inkl. Verkabelung und Dachantenne - Rücksitzbank 40/60 geteilt umklappbar - Scheibenwischer vorne mit Intervallschaltung - Wärmeschutzverglasung, grün - Wegfahrsperre mit Transponder im Schlüssel - Zentralverriegelung mit Fernbedienung | - ABS (Antiblockiersystem) mit EBV (elektronischer Bremskraftverteilung) [für die Diesel-Version nur in Verbindung mit der Option Servolenkung] - Servolenkung - Glasschiebedach mit Jalousie - höhenverstellbare Kopfstützen hinten - Klimaanlage, FCKW-frei + - wärmeabweisende Windschutzscheibe (selbsttönend/infrarot-reflektierend, klar) |

#### Zulassungszahlen in Deutschland
Die aufgeführten Zulassungszahlen in der Bundesrepublik Deutschland können erst seit 1999 je Modellreihe angegeben werden, sodass auch die zweite Generation nicht vollständig abgebildet werden kann. Seit 1999 bis einschließlich Dezember 2004 wurden insgesamt 40.433 Peugeot 106 neu zugelassen. Mit 12.056 Einheiten war 2001 das erfolgreichste Verkaufsjahr.
| 9.368 \| \| |
|             |

|  |

| 9.368 \| \| |
|             |

|  |

| 8.937 \| \| |
|             |

|  |

| 8.937 \| \| |
|             |

|  |

| 12.056 \| \| |
|              |

|  |

| 12.056 \| \| |
|              |

|  |

| 5.488 \| \| |
|             |

|  |

| 335 \| \| |
|           |

|  |

| 5.488 \| \| |
|             |

|  |

| 335 \| \| |
|           |

|  |

| 3.927 \| \| |
|             |

|  |

| 183 \| \| |
|           |

|  |

| 3.927 \| \| |
|             |

|  |

| 183 \| \| |
|           |

|  |

| 139 \| \| |
|           |

|  |

| 139 \| \| |
|           |

|  |

| 9.368 \| \| |
|             |

|  |

| 9.368 \| \| |
|             |

|  |

| 8.937 \| \| |
|             |

|  |

| 8.937 \| \| |
|             |

|  |

| 12.056 \| \| |
|              |

|  |

| 12.056 \| \| |
|              |

|  |

| 5.488 \| \| |
|             |

|  |

| 335 \| \| |
|           |

|  |

| 5.488 \| \| |
|             |

|  |

| 335 \| \| |
|           |

|  |

| 3.927 \| \| |
|             |

|  |

| 183 \| \| |
|           |

|  |

| 3.927 \| \| |
|             |

|  |

| 183 \| \| |
|           |

|  |

| 139 \| \| |
|           |

|  |

| 139 \| \| |
|           |

|  |

| 9.368 \| \| |
|             |

|  |

| 9.368 \| \| |
|             |

|  |

| 8.937 \| \| |
|             |

|  |

| 8.937 \| \| |
|             |

|  |

| 12.056 \| \| |
|              |

|  |

| 12.056 \| \| |
|              |

|  |

| 5.488 \| \| |
|             |

|  |

| 335 \| \| |
|           |

|  |

| 5.488 \| \| |
|             |

|  |

| 335 \| \| |
|           |

|  |

| 3.927 \| \| |
|             |

|  |

| 183 \| \| |
|           |

|  |

| 3.927 \| \| |
|             |

|  |

| 183 \| \| |
|           |

|  |

| 139 \| \| |
|           |

|  |

| 139 \| \| |
|           |

|  |

| 9.368 \| \| |
|             |

|  |

| 9.368 \| \| |
|             |

|  |

| 8.937 \| \| |
|             |

|  |

| 8.937 \| \| |
|             |

|  |

| 12.056 \| \| |
|              |

|  |

| 12.056 \| \| |
|              |

|  |

| 5.488 \| \| |
|             |

|  |

| 335 \| \| |
|           |

|  |

| 5.488 \| \| |
|             |

|  |

| 335 \| \| |
|           |

|  |

| 3.927 \| \| |
|             |

|  |

| 183 \| \| |
|           |

|  |

| 3.927 \| \| |
|             |

|  |

| 183 \| \| |
|           |

|  |

| 139 \| \| |
|           |

|  |

| 139 \| \| |
|           |

|  |

|  | Gesamt (30.361) |

|  | Gesamt (30.361) |

|  | Benziner (9.554) |

|  | Benziner (9.554) |

|  | Diesel (518) |

|  | Diesel (518) |

## Überblick
1991
September: Markteinführung der 106 mit den Ottomotoren:
1,1 40 kW (54 PS)
1,4 55 kW (75 PS)
1,4 XSI 69 kW (94 PS) bzw. ohne Kat 72 kW (98 PS)
1992
Juli: Neuer 1,0-Liter-Motor mit 33 kW (45 PS).
1993
Januar: Technische Neuerungen:
- Fünftürige Variante
- 1,4-Liter-Dieselmotor mit 37 kW (50 PS)
- 1,6-Liter-Ottomotor mit 65 kW (88 PS)
- Version Rallye mit 1,3-Liter-Ottomotor mit 72 kW (98 PS)

1994
November: Technische Neuerungen:
- 1,0-Liter-Motor jetzt mit 37 kW (50 PS).
- 1,1-Liter-Motor jetzt mit 44 kW (60 PS).
- Dieselmotor jetzt 1,5-Liter mit 42 kW (57 PS).
- XSI 1,4‐Liter mit 72 kW (98 PS) und jetzt dazu 1,6-Liter mit 76 kW (103 PS).

1995
August: Automatikgetriebe jetzt in Verbindung mit der 1,6-Liter-Motor mit 65 kW (88 PS) erhältlich.
1996
Mai: Große Modellpflege und Technische Neuerungen:
- Fahrerairbag jetzt serienmäßig.
- Neue GTI-Version mit 1,6-Liter-16-Ventiler mit 87 kW (118 PS).

1997
März: 1,6-Liter-Ottomotor (bis auf GTI) eingestellt. Der Option Automatikgetriebe wechselte zum 1,4-Liter-Motor.
1999
Oktober: Technische Neuerungen:
- Beifahrerairbag jetzt serienmäßig.
- 1,0-Liter-Motor jetzt mit 37 kW (50 PS).

2000
Oktober: Technische Neuerungen:
- 1,0-Liter-Motor eingestellt.
- Alle übrigen Motoren erfüllen jetzt Euro 3.
- 1,1-Liter-Motor jetzt mit Saugrohr- statt Zentraleinspritzung.
- Entfall der Option Automatikgetriebe.

2001
Mai: Seitenairbags erhältlich.
Ende: Der einzigen in Deutschland verbleibenden Modellvarianten sind jetzt 1,1 und 1,5 Diesel, beide nur als Dreitürer.
2003
Dezember: Baureihe eingestellt. Einzelne Exemplare wurden wahrscheinlich erst Anfang 2004 erstmals zugelassen.

## Elektroversion
Der PSA-Konzern startete 1991 seine Versuche mit alternativer Antriebstechnik. Das Peugeot-Elektrofahrzeug wurde in der französischen Stadt La Rochelle getestet und bis zur Serienreife weiterentwickelt. Sowohl der 106 als auch der Citroën AX und Saxo waren als Elektroauto lieferbar.

## Peugeot 106 bemani
2002 wurde von der Schweizer Firma bemani motorenbau AG der Peugeot 106 zusammen mit dem Citroën Saxo mit einer Leistung von 163 PS und einem Drehmoment von 217 Nm angeboten. Dank eines von bemani entwickelten Kompressorsystems erreichte diese Version eine Beschleunigung von 0 auf 100 km/h in 6,3 Sekunden.

## Erfolge im Motorsport

Ein Peugeot 106 S1 maxi, wie er in verschiedenen Wettbewerben im Rallyesport zum Einsatz kam

1997 und 1998 gelang es dem tschechischen Fahrer Jaroslav Kalný zwei Jahre in Folge, die FIA Rallycross-Europameisterschaft in der Klasse bis 1400 cm3 für sich zu entscheiden.